# Edward Mannock
Edward Mannock   (Cork, 24 de maig de 1887 - Béthune, 26 de juliol de 1918) el Major Edward Corringham "Mick" Mannock VC, DSO & 2 Barres, MC & Barra fou un as de l'aviació de la Primera Guerra Mundial britànic. Probablement nascut a Irlanda d'ascendència anglesa i escocesa. Mannock fou pòstumament condecorat amb la Creu Victòria i és probable que hagi estat l'as d'asos de l'Imperi Britànic, recordat com un dels millors pilots de combat de la Primera Guerra Mundial.

## Primers passos
Edward Mannock nasqué probablement a Ballincollig, County Cork, Irlanda el 24 de maig de 1887, tot i que també s'ha dit que el seu lloc de naixement fou Aldershot (Hampshire) o Preston Barracks a Brighton. Era fill d'un soldat de mitja classe escocès i de mare anglesa. La família es traslladà a l'Índia quan encara era jovenet, tot i que aviat tornaren a Anglaterra. El seu pare, un alcohòlic, els abandonà quan Edward només tenia 12 anys. El 1897, Mannock sofrí una infecció amibiana, la qual li provocà una ceguera temporal. Es diu que aquesta infecció li reportà dificultats de visió cròniques, tot i que documents de companys seus descarten aquesta possibilitat. Als 20 anys, Mannock s'enrolà al Partit Laborista amb un clar sentiment d'injustícia social, que tal com diu Jim Eyles, amb qui Mannock visqué a Wellingborough, Mannock era profundament patriòtic i un defensor fervorós de l'Imperi Britànic.
L'esclat de la guerra coincidí amb Mannock treballant d'enginyer en telecomunicacions a Turquia. Els turcs l'empresonaren i la seva salut ràpidament empitjorà. Quasi mort, fou repatriat i, el 1915 entrà a la Royal Army Medical Corps. El 1916, es convertí en oficial dels Royal Engineers i a l'agost de 1916 fou transferit a la Royal Flying Corps.

## Carrera
Al febrer de 1917, entrà en l'Esquadró de Reserva de Joyce Green d'aprenentatge de vol. Durant el seu primer vol en solitari en un aparell de configuració propulsora Airco DH.2 biplà, entrà en barrina a uns 300m (1000 peus) d'alçada, però tot i que recuperà el control, li dugué problemes amb el seu oficial comandant, el Major Keith Caldwell, que sospitava que Mick volia exhibir-se. Tot i aquest afer, aviat va mantenir una bona relació amb el major, abans de ser transferit a França amb l'Esquadró núm. 40 de Nieuports de la Royal Flying Corps. Caldwell describí a Mannock com "molt reservat, amb un fort temperament, però molt pacient i d'alguna manera difícil d'espavilar".
A l'esquadró 40, el reservat Mannock, de classe treballadora, no encaixà entre els nois d'escola privada de classe mitjana alta que formaven la gran majoria de l'esquadró. La primera nit, es va assentar en una cadira desocupada, desconeixedor que aquella era la cadira que fins llavors havia ocupat un pilot recentment abatut. Al principi, Mick es mantenia cautelós en vol, fins al punt que alguns pilots pensaven que era un covard. Finalment, el 7 de maig, abaté un globus aerostàtic d'observació pensant que això li reportaria certa acceptació entre els companys del seu esquadró. A finals de juliol, Mannock ja havia estat condecorat amb la Creu Militar i nomenat comandant de vol. El 12 d'agost va abatre i capturà el tinent Joachim von Bertrab de la Jasta 30. Ambdós pilots eren asos - Mannock havia abatut un globus aerostàtic i 4 aparells enemics, essent Bertrab la seva sisena victòria; Bertrab havia abatut 5 aparells enemics i estava intentant aconseguir la seva sisena victòria amb el seu atac sobre un globus aerostàtic.
Continuà volant i se sobreposà a les seves pors, treballant incansablement la pràctica de tir i forçant-se a apropar-se més als aparells enemics. Després d'una victòria, la describí així: "Estava a només 10 yardes d'ell - a dalt de manera que no podia fallar. Era un inscete bonicament acolorit - vermell, blau, vermell i groc. Li vaig deixar 60 bales, així que no va quedar massa d'ell." La seva determinació, habilitat en vol i sentit de treball en equip li van reportar la seva promoció a capità de l'exèrcit britànic i una barra a la seva Military Cross a l'octubre de 1917.
A finals d'any, l'esquadró fou reequipat amb els nous aparells SE5a. El gener de 1918 ja comptava amb 23 victòries.

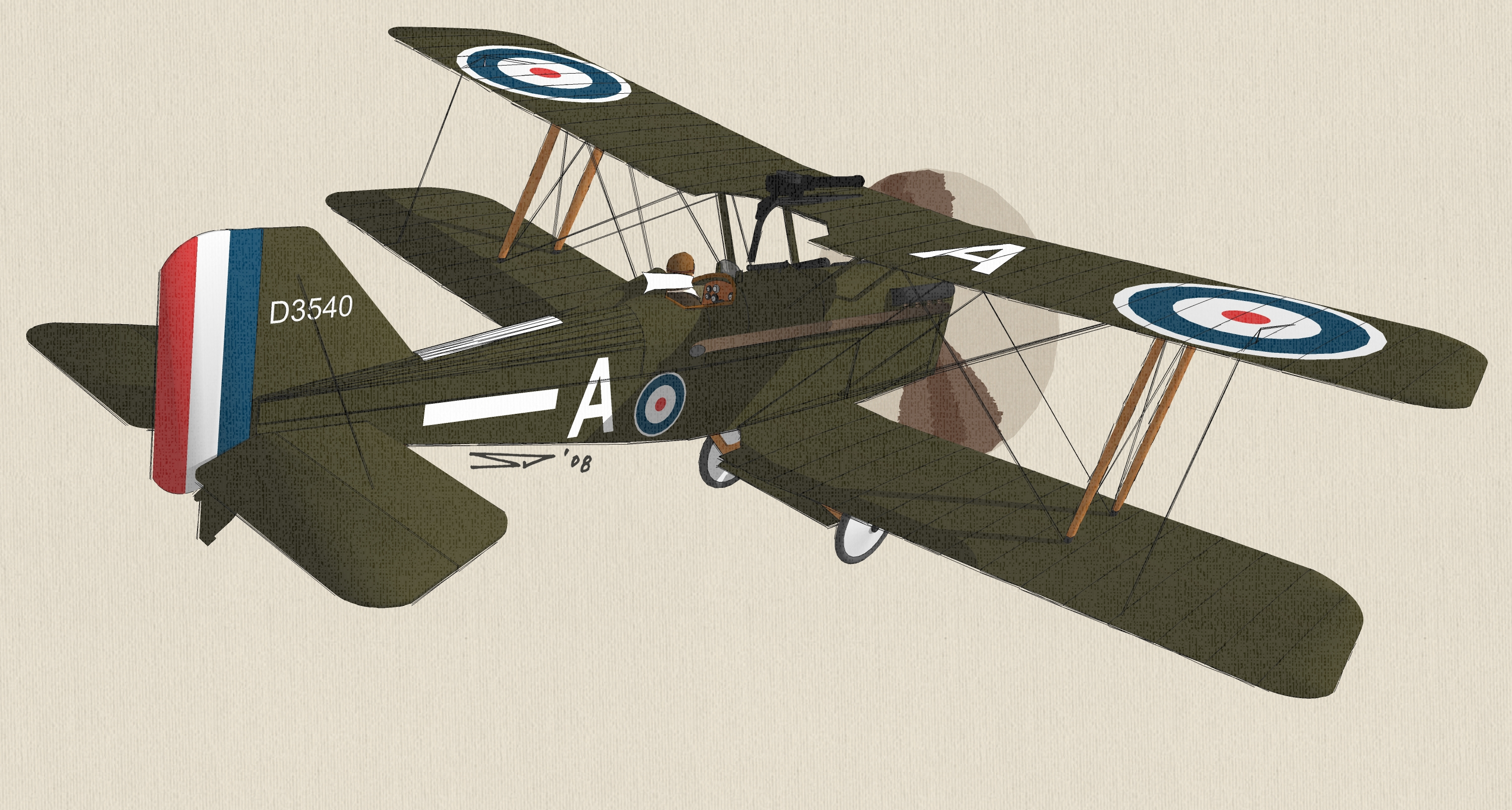
Representació de l'avió de caça SE5a.

Al febrer de 1918, Mannock fou nomentat comandant en cap del nou Esquadró núm. 74. Aquest esquadró fou destinat a França al març de 1918. Continuà abatent aparells alemanys, però sense reclamar-ne l'acreditació, deixant que pilots novells les aconseguissin en el seu lloc. En tres mesos, reclamà 36 victòries, aconseguint un total de 59. Era un líder de patrulla excel·lent, amb una actitud protectora vers els seus pilots, a més d'ensenyar-los com sobreviure i sortir existosos de cada combat. "Comproveu les vostres armes" els deia, "L'armador no és qui combatrà".
El seu odi vers els alemanys augmentà; "N'he enviat un a l'infern en flames avui... m'agradaria que en Kaiser Bill l'hagúes pogut veure espurnejant". Un cop, força a un aparell biplaça alemany a estavellar-se. La majoria de pilots haurien estat prou satisfets, però Mick, ametrallà repetidament l'enemic indefens. Quan el seu company d'esquadró qüestionà aquest comportament, Mannock replicà "Els porcs millor morts - cap presoner." Un altre dia, perseguia un caça Pfalz platejat; els dos aparells giraven i efectuaven diverses acrobàcies al mateix temps que disparaven. En un moment donat, Mick aconseguí impactar el seu oponent, qui començà fer virolles i cauré totalment descontrolat, estavellant-se de manera segura. Tot i això, Mick el perseguí, disparant, "una exhibició de crueltat remarcable, com una matança de gallines (hun-strafing)" ho describia un altre pilot. En aquest mateix dia, Mannock abaté 4 aparells enemics. A l'arribar a la base anuncià encantat "els 4 en flames! cremeu cremeu!" Van Ira, un pilot sud-africà de l'esquadró 74 comentà l'èxit de Mannock: 
| « | Quatre en un dia! Quin és el secret? Sense dubte, un premi al foc de precisió, combinat amb la determinació d'apropar-se molt a l'enemic abans de disparar. És un premi increïble, cap pilot en tot França s'apropa tant a l'enemic abans de disparar excepte Caldwell, però ell només n'abat un de tant en tant, encara que les seves bales semblen travessar el cos del pilot enemic. | » |

Mannock fou condecorat amb la Distinguished Service Order al maig de 1918, poc després de la seva proesa de 4 victòries en una dia, afegint-li una barra tot just dues setmanes més tard.

## Patint la guerra
Mannock s'afectava profundament pel nombre d'homes que estava matant. En el seu diari, descrigué la seva visita al lloc on una de les seves victimes s'havia estavellat prop del front:
| « | El camí cap a les trinxeres va ser més aviat nauseabund - cames d'homes morts a ambdós costats, amb les polaines i botes encara posades - trossos d'ossos i calaveres amb el cabell mig arrancat, i tones d'equipament i roba tirats per tot arreu. Aquesta mena de cosa, conjuntament amb la forta pudor del lloc de mort del mort i destrossat pilot em van trastornar uns dies. | » |

Mannock es trastornà especialment quan va veure una de les seves víctimes cremar-se viu en la seva caiguda. La seva por a cremar-se viu aparegué aquí, i per això sempre duia un revòlver amb ell a la cabina. Tal com li va dir al seu amic, el tinent MacLanachan, 
| « | Els altres companys se'n riuen de mi perquè porto un revòlver. Es pensen que vull abatre un aparell amb el revòlver, però estan equivocats. La raó que el comprés és per disparar-me en el mateix moment que vegi una flama en el meu aparell. Mai no em cremaran. | » |

## Mitjans de 1918
En aquest moment, la tensió del combat i la por a la mort trastornaren Mannock. Però continuà pilotant, aconseguint sovint victòries múltiples. Emmalaltí d'influença, agreujada per la tensió. Al juny de 1918 ja comptava amb 59 victòries, i també s'havia guanyat un calorós comiat. Quan abandonà l'Esquadró núm. 74 va plorar públicament.
Al començar el seu nou deure al juliol (el seu "tercer deure" durant la guerra), com a oficial comandant de l'Esquadró núm. 85 confessà les seves pors de mort a un amic, preocupat amb el fet que el 3 era el nombre de la mala sort. Aviat s'obsessionà amb la pulcritud i l'ordre; el cabell, les medalles, les botes, tot havia d'estar d'una manera en concret. Quan abaté un aparell el 22 de juliol, un amic el felicità: "Tindran una catifa vermella per tu després de la guerra, Mick." Però Mannock li replicà amb tristesa: "No hi haurà un "després de la guerra" per a mi." 
El 26 de juliol, el Major Mannock s'oferí per ajudar un recent arribat, el tinent Donald C. Inglis, a aconseguir la seva primera victòria. Després d'abatre un LVG biplaça alemany darrere les línies enemigues, els dos pilots començaren el seu retorn. Però, mentre creuaven les trinxeres, es toparen amb un intens foc d'artilleria antiaèria. El motor de l'aparell de Mannock fou impactat i immediatament començà a cremar estavellant-se darrere les línies enemigues. El cos de Mannock fou trobat a unes 250 yardes (230 metres) de les restes del seu aparell. No disparà el seu revòlver però es creu que podria haver saltat del seu aparell en flames just abans d'estavellar-se (en un intent de sobreviure a l'impacte). Inglis, que també fou abatut més tard per foc antiaeri però sobrevivint, va descriure més tard què havia passat:
| « | Seguint darrere d'en Mick, vam donar un parell de voltes més sobre les restes en flames i després vam encarar cap a casa. Vaig veure que en Mick colpejava el seu timó, i llavors una flama aparegué en el seu aparell; la flama no parava de créixer. En Mick ja no colpejava el timó. El morro de l'aparell descendí suaument en un lent gir cap a la dreta, impactant amb el terra en una explosió de flames. Vaig sobrevolar-lo en cercle a uns 20 peus però no el vaig poder veure. Com que les coses s'estaven posant malament, vaig anar cap a casa i vaig aconseguir arribar darrere les nostres línies amb el dipòsit de combustible foradat. Pobre Mick... els molt bastards havien abatut el meu Major en flames. | » |

## Memorials i tributs
La causa exacta de la mort de Mannock resta incerta. Un any més tard, després de la insistència d'Ira Jones i molts altres ex-companys de Mannock, aquest fou condecorat amb la Creu Victòria.
El cos de Mannock no fou recuperat per la Commonwealth War Graves Commission (CWGC) de manera que oficialment no té cap tomba. El seu nom és commemorat en el memorial de la Royal Flying Corps al cementiri de la CWGC als caiguts de Faubourg d'Amiens situat a Arràs. També hi ha una placa a l'honor en memòria de Mannock a la catedral de Canterbury.
El nom de Mannock també apareix a la llista del memorial de guerra de Wellingborough amb els altres caiguts en guerra del poble, i la unitat d'entrenament de vol local, ostenta també el seu nom - Esquadró núm. 378 'Mannock'.
El 26 de juliol de 2008, una corona de flors fou col·locada al memorial de Wellingborough per commemorar el 90 aniversari de la seva mort. A més, oficials i cadets de l'Esquadró núm. 378 posaren una corona de flors al memorial de guerra d'Arràs.
El 2009, una de les últimes fotografies fetes a Mannock fou descoberta al nord de França. La fotografia va ser trobada en un antic àlbum de fotos que pertanyia a un granger francès terra del qual havia estat utilitzada per la Royal Air Force durant l'estiu de 1918. La fotografia mostra Mannock vestint l'uniforme de la RFC. Apareix de peu subjectant un bastó i uns guants a la seva mà dreta. La seva mà esquerra resta sobre l'espatlla d'una nena.
En un programa de la BBC anomenat "WWI Aces Falling", emès el 21 de març de 2009, investigadors suggeriren que les restes sense identificar d'un aviador britànic (recuperades poc després de la guerra d'una tomba temporal prop de la zona de l'impacte de Mannock i reenterrat al bloc III, fila F tomba 12 del cementiri de la CWGC a Laventie com "un pilot britànic de la Gran Guerra sense identificar") podrien ben ser les de Mannock.

## Les victòries de Mannock
Mannock és recordat com un dels asos britànics líders durant la Primera Guerra Mundial i sovint se l'anomena l'as d'asos de l'Imperi Britànic (disputat amb William Avery Bishop, suposant 73 victòries, 7 menys que l'as d'asos de la guerra, Manfred von Richthofen, i 1 més que l'as d'asos canadenc William Avery Bishop. Mannock és oficialment acreditat amb 61 victòries en una llista de reclamacions tot i que personalment només en va reclamar 51 i la seva citació per la Creu Victòria li n'atorga 50. Recerca més recent indica que tindria: 1 globus destruït, 3 captures i 2 compartides, 31 aparells destruïts i 5 més de compartits, 17 abatuts fent perdre el control 'out of control' i 3 més de compartits. Reclamant 20 victòries només el maig de 1918. Tot i això, normalment no reclamava victòries compartides en les que havia contribuït - val la pena recordar que la política oficial era d'atorgar una victòria a tot aquell que havia contribuït en la consecussió d'aquesta.
L'originador que el nombre de victòries de Mannock ascendís a 73 es creu deguda a l'as i autor James Ira Thomas Jones, qui havia servit a les ordres de Mannock en l'Esquadró núm. 74 i que suposadament tenia certa aversió per Bishop. Com la majoria de pilots de caça de la Primera Guerra Mundial, Mannock era virtualment desconegut per al públic de la post-guerra, i Jones buscà publicitar la reputació del seu company caigut. El 1935, publicà una biografia, King of the Air Fighters: The Biography of Major "Mick" Mannock, V.C., D.S.O., M.C.. El nombre de 73 victòries fou promogut per Jones després de la guerra i guanyà força acceptació. La biografia Mick (1981) també promou el nombre de 73 victòries, tot i que estudis més recents de Christopher Shores d'informes de combat situen el nombre en 61 quan s'incluien victòries compartides no reclamades i s'excluien reclamacions que no quadraven per les dates.

El mateix Mannock no semblava particularment interessat a acumular victòries, encara que hagués dit: 
| « | Si tinc una mica de sort, crec que potser superaré les 57 victòries del vell Mac. Llavors podria intentar derrocar el vell Richthofen… | » |

## Citacions oficials

### Citació de la Military Cross
| « | Per la manifesta valentia i devoció al deure. Durant molts combats ha abatut un gran nombre d'aparells enemics, i ha destruït tres globus enemics, mostrant un esperit ofensiu i un gran valor al atacar l'enemic a distàncies tant curtes i alçades tant baixes sota intens foc enemic des de terra. | » |

### Citació de la Distinguished Service Order
T./2nd Lt. (T./Capt.) Edward Mannock, M.C., R.E., attd. R.A.F.
| « | Per la manifesta valentia i devoció al deure durant operacions recents. En set dies, liderant patrulles i en combats en general, ha destruït set aparells enemics, aconseguint un total de 30 victòries. El seu lideratge, esperit i coratge foren de l'ordre més elevat. | » |

### Citació per la primera barra de la Distinguished Service Order
T./2nd Lt. (T./Capt.) Edward Mannock, D.S.O., R.E., and R.A.F.
| « | Per la manifesta valentia i devoció al deure. En companyia d'un altre caça aquest oficial atacà 8 aparells enemics, abatent-ne un en flames. L'endemà, mentre liderava el vol, combaté 8 aparells enemics destruint-ne 3 ell sol. La mateixa setmana guià la seva patrulla contra sis aparells enemics, fent caure l'aparell de cua, que quedà fet miques a l'aire. L'endemà va abatre un Albatros biplaça en flames, però després, en trobar-se amb 5 caces, es trobà en grans dificultats per tornar, essent el seu aparell impactat en diverses ocasions, abatent-ne un. Dos dies més tard, va abatre un altre biplaça en flames. Vuit aparells en cinc dies - una gesta de precisió i determinació d'apropar-se a l'enemic. Inigualable com a líder de patrulla. | » |

### Citació per la segona barra de la Distinguished Service Order
Air Ministry, 3 d'agost, 1918.
| « | Sa Majestat el REI ha estat encantat de conferir les recompenses mencionades a sota als oficials de la Royal Air Force, en reconeixement del valor en les operacions de vol vers l'enemic. | » |

ACREDITA UNA SEGONA BARRA A LA DISTINGUISHED SERVICE ORDER.
Lt. (T./Capt.) Edward Mannock, D.S.O., M.C. (anteriorment Royal Engineers).
| « | Aquest oficial compta amb 48 victòries. El seu èxit és degut al seu tir increible i la seva determinació per apropar-se a l'enemic; per a aconseguir això, mostra un gran lideratge i un coratge que mai decau. Aquestes característiques quedaren recentment remarcades quan atacà sis caces hostils, tres dels quals aconseguí fer caure. Més tard en aquell dia atacà un biplaça, el qual va xocar contra un arbre. | » |

### Citació de la Creu Victòria
Air Ministry, Hotel Cecil, Strand, W.C.2., 18th July, 1919.
| « | Sa Majestat el REI ha estat encantat d'aprovar l'acreditació de la Creu Victòria al difunt Capità (actuant com a Major) Edward Mannock, D.S.O., M.C., de l'Esquadró núm. 85 (RFC) en reconeixement de la valentia de primer ordre mostrada en combat aeri: El 17 de juny de 1918, atacà un Halberstadt prop d'Armentieres i el destruí a una alçada de 8.000 peus (2.400 metres). El 7 de juliol de 1918, prop de Doulieu, atacà i destruí un Fokker (de cos vermell), el qual anà verticalment cap a terra des d'una alçada de 1500 peus (460 metres). Poc després ascendí 1000 peus (300 metres) i atacà un altre biplà Fokker, disparant-li 60 bales, el qual produí una virolla immediata, resultant, es creu, en un xoc. El 14 de juliol, prop de Merville, atacà i destruí un Fokker a 7000 peus, i va obligar a aterrar un biplaça parcialment destruït. El 19 de juliol de 1918, prop de Merville, disparà 80 bales a un biplaça Albatross, que va caure en flames. El 20 de juliol de 1918, a l'est de La Bassee, atacà i destruí un biplaça enemic a una alçada de 10000 peus (3000 metres). Prop d'una hora més tard, atacà a 8000 peus (2400 metres) un Fokker biplà prop de Steenwercke i el feu perdre el control, tot fumejant. El 22 de juliol de 1918, prop d'Armentieres, destruí un triplà enemic a una alçada de 10000 peus (3000 metres). El Major Mannock fou condecorat amb les distincions mencionades a sota per combats en l'aire de França i Flandes previs: Military Cross. 17 de setembre, 1917. Barra a la Military Cross. 18 d'octubre, 1917. Distinguished Service Order. 16 de setembre, 1918. Barra a la Distinguished Service Order (primera). 16 de setembre, 1918. Barra a la Distinguished Service Order (segona). 3 d'agost, 1918. Aquest altament distingit oficial, durant tota la seva carrera en la Royal Air Force, fou un exemple de coratge i valentia fora de lo normal, d'habilitat remarcable, devoció al deure i propi sacrifici, que mai ha estat sobrepassat. El nombre total d'aparells definitivament acreditats als Major Mannock fins al moment de la seva mort a França (26 de juliol, 1918) és de 50 - el total especificat el 3 d'agost de 1918, fou incorrectament donat com 48 victòries, en lloc de 41. | » |

La Creu Victòria de Mannock fou presentada al seu pare al Palau de Buckingham al juliol de 1919. Edward Mannock també rebé les altres medalles del seu fill, tot i que Mick havia estipulat en el seu testament que el seu pare no havia de rebre res d'ell. Poc després, les medalles de Mannock foren venudes per £5. Han estat des de llavors recuperades i poden ser vistes al Royal Air Force Museum a Hendon.

## Les regles de Mannock
Mannock era altament considerat com un tàctic, líder de patrulla i pilot de combat i la seva regla principal i més dita era "Sempre a sobre, rarament al mateix nivell, mai per sota" amb el que volia dir que mai s'havia d'enfronat l'enemic sense gaudir d'avantatges, i el principal advantatge en l'aire és l'alçada. D'acord amb Mannock, les tàctiques militars haurien d'ajustar-se a cada situació. Tot i això, la regla principal persistí:
| « | L'enemic ha de ser sorprès i atac en desavantatge, si és possible en superioritat de manera que la iniciativa és de la patrulla. ... El combat ha de continuar fins que l'enemic reconegui la seva inferioritat, ja sigui essent abatut o fugint. | » |

Mannock formulà una sèrie de regles pràctiques per al combat aeri en el front oriental que, de la mateixa manera que la Dicta Boelcke d'Oswald Boelcke, era feta arribar als pilots novells.
1. Els pilots han de descendir per atacar amb força, i han d'aguantar disparant fins que estan a una distància de 100 yardes de l'objectiu.
2. Aconseguiu sorprendre aproximant-vos des de l'est. (des del costat alemany del front)
3. Utilitzeu l'enlluernament del sol i els núvols per a aconseguir sorprendre.
4. Els pilots han de mantindres físicament en forma i moderar l'ús d'estimulants.
5. Els pilots han de cuidar-se de les seves armes i practicar tant com sigui possible, ja que l'objectiu normalment està en vol.
6. Els pilots han de practicar apuntar a aparells en l'aire i reconèixer-los a llarga distància, i cada aparell ha de ser tractat com un enemic fins que no s'està segur que no ho és.
7. Els pilots han d'aprendre on estan els punts cecs de l'enemic.
8. Els caces han de ser atacats des de sobre, mentre que els biplaça des de sota per la cua.
9. Els pilots han d'aprendre girs ràpids, ja que aquesta maniobra és la més utilitzada en combat.
10. Els pilots han de practicar calcular distàncies en l'aire, ja que aquestes són molt enganyoses.
11. S'ha de vigilar molt amb els esquers; un enemic solitari és sovint un esquer, per això l'aire per sobre ha de ser vigilat abans d'atacar.
12. Si el dia és assolellat, s'ha de girar amb tant poca decantació com sigui possible, d'altra manera el sol es reflectiria en les ales avisant de la vostra presència a llargues distàncies.
13. Els pilots han de restar en un dogfight i mai volar recte excepte quan disparant.
14. Els pilots mai, sota cap circumstància, ja que donen a l'enemic la possibilitat de disparar-los directament (sense deflecció); i les bales són més ràpides que els avions.
15. Els pilots han de tenir un ull posat als seus rellotges durant els vols, així com en la direcció i força del vent.

Asos de la Segona Guerra Mundial, com Bader i Johnson, reconegueren que les tàctiques de Mannock els havien servit d'inspiració.

## Citacions sobre Mannock
(1) Jim Eyles va conèixer a Mick Mannock quan tenia 24 anys.
| « | Vaig conéixer en Mick en un partit de cricket a Wellingborough. Em va impressionar de seguida. Era un jove ben definit, tot i que no el que hom podria anomenar ben vestit; de fet, anava una mica gastat. Li vaig preguntar si li agradaria mudar-se amb mi i la meva dona, i la idea li encantà. Després de mudar-se, casa nostra mai va tornar a ser igual, la nostra vida tranquil·la se n'havia anat per sempre més. Era realment meravellós. Si el deixaves, et parlava al matí ben aviat, de qualsevol tema: política, societat, tu ho comentaves i ell de seguida s'interessava. Era ben clar que era socialista. També era profundament patriòtic. Un home amable i pensatiu com mai podries conéixer. | » |

(2) El capità Chapman fou un dels professors a l'escola militar d'aeronàutica de Mick Mannock. Més tard, va descriure els inicis de l'entrenament de Mick Mannock.
| « | Quan va arribar, semblava no tenir la més mínima idea de el que un avió era. El primer cop que ens vam enlairar, Mannock, a diferència de la majoria, en lloc d'agafar-se amb totes les seves forces al timó i a la palanca de comandament, albirà per sobre del lateral la vista sobre terra, que s'anava allunyant ràpidament darrere d'ell, amb una expressió que traïa el més mínim interès. Va fer el seu primer vol en solitari amb poques hores d'instrucció, ja semblava un expert en els rudiments de vol en la seva primera hora i a partir de llavors pilotà l'aparell com més li plaïa. | » |

(3) Keith Caldwell va ser el comandant de Mick Mannock en l'Esquadró núm. 74 durant la Primera Guerra Mundial. En una entrevista de 1981, Caldwell explicà perquè Mannock fou un pilot tan exitós.
| « | Mannock era un tirador excepcional i un molt bon estrateg, podia liderar la seva patrulla ben amunt situant l'equip en una posició favorable perquè poguessin gaudir del màxim avantatge. Llavors es dirigia ràpidament cap a l'enemic, afluixant a l'últim moment possible per assegurar-se de que tots i cadascun dels seus seguidors trobaven una bona posició de tir. | » |

(4) H. G. Clements de l'Esquadró núm. 74 (RFC) escrigué sobre Mannock el 1981.
| « | El fet que encara estigui viu és gràcies a l'elevada capacitat de lideratge d'en Mick i l'estricta disciplina en la que insistia. Nosaltres teníem que seguir-lo i cobrir-lo tant com ens fos possible durant el combat i després reprendre la formació tan aviat com ens fos possible. Cap dels pilots d'en Mick podia ni somniar en perseguir algun enemic que fugia ni cap altre acte estúpid. Ens va modelar com un equip, i gràcies al seu hàbil lideratge ens vam convertir en un equip altament eficient. El nostre líder d'esquadró ens deia que Mannock era el millor líder de patrulla de la Primera Guerra Mundial, i que s'explicava fàcilment amb el relativament baix nombre de baixes de l'equip comparat amb l'alt nombre d'aparells enemics destruïts. | » |

(5) El tinent MacLanachan va conèixer a Mick Mannock el maig de 1917. Després de la guerra MacLanachan va escriure les seves experiències en el seu llibre Fighter Pilot.
| « | En Mick en tenia vint-i-vuit o vint-i-nou quan el vaig conéixer. Llavors ja portava un parell de mesos a França. Tot en ell demostrava la seva vitalitat, un home fort i viril. Sempre alerta, amb un coratge indestructible i un caràcter senzill el forçaven a actuar on altres no farien res. Jo estava sorprès per la seva personalitat. | » |

(6) Jim Eyles relatà més tard l'última sortida de Mick Mannock.
| « | Recordo perfectament la seva última sortida. La vella guspira que tant coneixiem ens havia abandonat, l'enginy incesant havia marxat. Podia veure'l fregant-se les mans per dissimular els nervis, i llavors marxà quan se li feu impossible controlar la situació. En una ocasió, estavem assentats parlant tranquil·lament quan la seva mirada es va pedre cap a terra i va començar a tremolar violentament. Plorà descontroladament. La seva cara, quan es va reincorporar, era una imatge terrible. Més tard em va dir que només havien estat els nervis i que se sentia millor després d'haver plorat. No estava en condicions de tornar a França, però en aquells temps aquestes coses no es tenien en compte. | » |

(7) Un extracte de l'última carta de Mick Mannock a Jim Eyles.
| « | Sento que ja no val la pena viure. Tenia esperances de casar-me, però ara ja no. | » |

(8) El soldat Naulls era a les trinxeres del front quan va veure l'aparell de Mannock caure.
| « | Hi havia molt foc de rifle des de les trinxeres dels Jerry, i una metralladora prop de Robecq va obrir foc, utilitzant bales traçadores. Vaig veure aquestes impactar en el motor de Mannock. Una flama blanca i blavosa aparegué i ràpidament s'escampà, el fum i les flames embolcallaren l'aparell i la cabina. | » |